# Ельдгрімнір
Ельдгрімнір — у германо-скандинавській міфології великий казан, у якому кухар Андгрімнір готує кабана Сегрімніра для богів та ейнгеріїв у Вальгаллі.

## Згадки в джерелах
Згадується в пісні «Мова Ґрімніра» з міфологічної частини «Старшої Едди»:
|  | Андгрімнір варить Сегрімнір-вепра В Ельдгрімнір-чані - М'ясо чудове, Та не всі знають, Що ним ейнгеріїв харчують. |

Також згадується в розділі «Видіння Ґюльві» з середньовічного твору «Молодша Е́дда»:
|  | Тоді Ганглері мовив: «Ти розповідаєш, що всі загиблі в битві з тих самих пір, як був створений світ, живуть тепер у Одіна в Вальгаллі. Як же йому вдається нагодувати їх? Адже, напевно, зібралося там безліч людей!» Тоді відповідає Високий: «Ти маєш рацію: безліч там народу, а буде і того більше, хоч і цього здасться мало, коли прийде Вовк. Але скільки б не було людей в Вальгаллі, завжди вистачає їм м'яса вепра на ім'я Сегрімнір. Кожен день його варять, а до вечора він знову стає цілим. А що до твоїх розпитувань то, здається мені, небагато знайдеться мудреців, які б знали всю правду. Андгрімнір - ім'я кухаря, а казан зветься Ельдгрімнір. |

## Етимологія назви
Назва «Ельдгрімнір» складається з поєднання слів «ельд» (давньосканд. eldr) і «грім» (давньосканд. hrīm)" та дослівно перекладається як «той, що покритий сажею від вогню».